# Ceratophora ukuwelai
Ceratophora ukuwelai — вид ящірок роду рогатих агам з родини агамових. Описаний у 2020 році.

## Етимологія
Видова назва ukuwelai вшановує еволюційного біолога та герпетолога доктора Канішку Укувелу (Kanishka Ukuwela) з університету Раджарати за його неоціненний внесок у дослідження та збереження біорізноманіття в Шрі-Ланці.

## Поширення
Ендемік Шрі-Ланки. Живе у тропічному лісі Салгала в окрузі Кегалле.